# Axel Wikström
Axel Theodor Wikström (ur. 29 września 1907 w Skellefteå, zm. 16 czerwca 1976 tamże) – szwedzki biegacz narciarski, dwukrotny medalista olimpijski.

## Kariera
Jego olimpijskim debiutem były igrzyska w Lake Placid w 1932 roku. Wywalczył tam srebrny medal w biegu na 18 km techniką klasyczną, ulegając jedynie swemu rodakowi Svenowi Utterströmowi. Brązowy medal wywalczył Veli Saarinen z Finlandii, którego Wikström wyprzedził o 17 sekund. Cztery lata później, podczas igrzysk olimpijskich w Garmisch-Partenkirchen zdobył kolejny srebrny medal, tym razem w biegu na dystansie 50 km stylem klasycznym. Pozostałe miejsca na podium również zajęli reprezentanci Szwecji: zwyciężył Elis Wiklund, a brązowy medal wywalczył Nils-Joel Englund. Były to jego jedyne starty olimpijskie.

## Osiągnięcia

### Igrzyska olimpijskie
| Miejsce | Dzień     | Rok  | Miejscowość            | Konkurencja             | Wynik     | Strata    | Zwycięzca       |
| ------- | --------- | ---- | ---------------------- | ----------------------- | --------- | --------- | --------------- |
| 2.      | 10 lutego | 1932 | Lake Placid            | 18 km stylem klasycznym | 1:23:07 h | +2:00 min | Sven Utterström |
| 2.      | 15 lutego | 1936 | Garmisch-Partenkirchen | 50 km stylem klasycznym | 3:30:11 h | +3:09 min | Elis Wiklund    |